# Ted Kirkpatrick

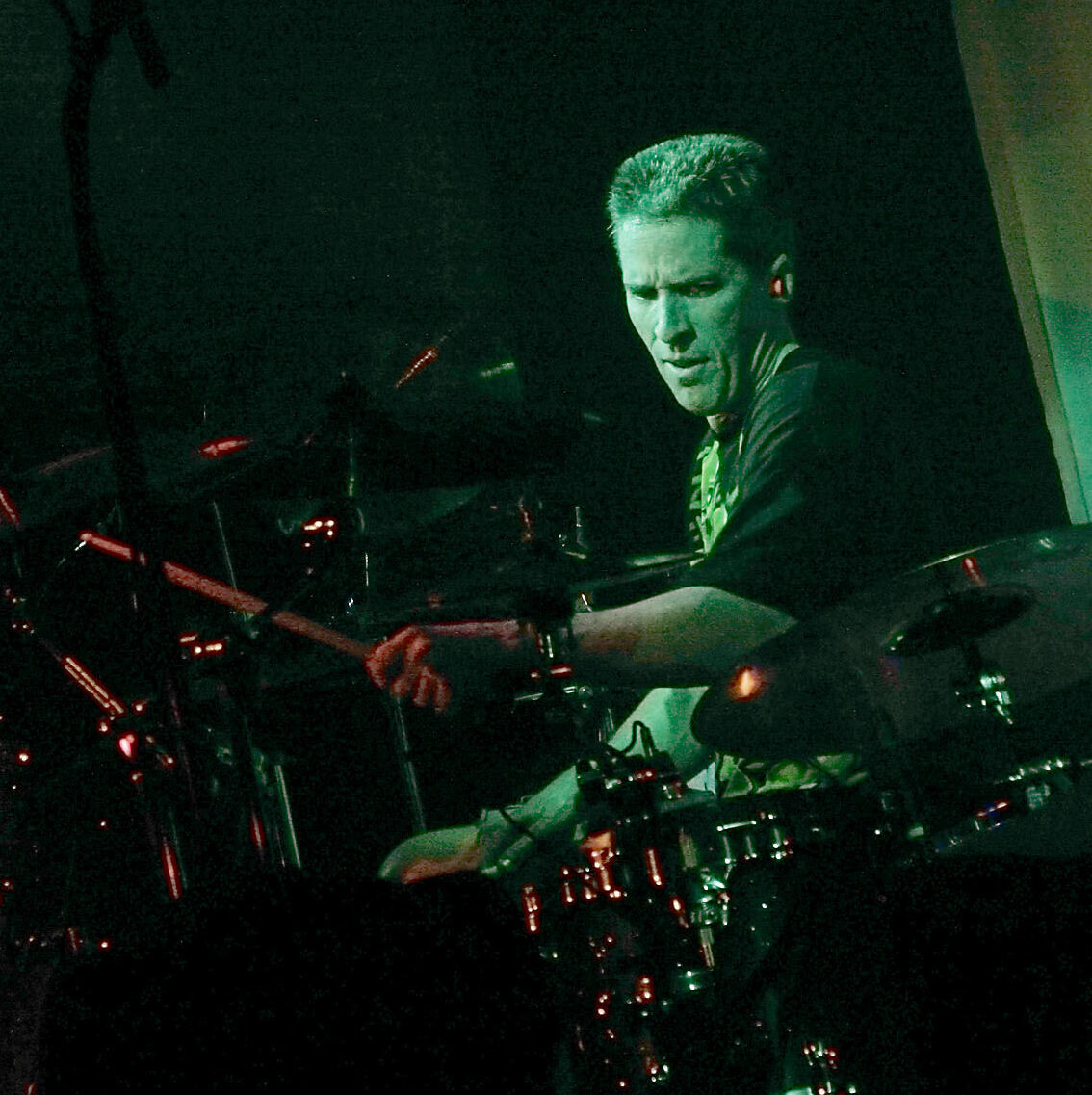
Bei einem Auftritt 2007

Ted Kirkpatrick (* 22. Mai 1960 in Milwaukee, Wisconsin; † 19. August 2022) war ein US-amerikanischer Schlagzeuger und Gründungsmitglied der Heavy-Metal-Band Tourniquet.

## Leben
Ted Kirkpatrick wurde in Milwaukee, Wisconsin, geboren wo er auch aufwuchs. Im Alter von zwölf Jahren begann er Schlagzeug zu spielen.
Er war der Drummer, Songwriter und Gründer der von ihm 1990 mitgegründeten christlichen Speed/Thrash-Metal-Band Tourniquet. Vorher hatte er kurz in der Band Trouble zusammen mit Bruce Franklin gespielt. Er wurde vor allem wegen seiner außergewöhnlichen Art, Schlagzeug zu spielen, bekannt.

## Musikalisches Schaffen
Kirkpatrick war auf allen Tourniquet-Alben als Schlagzeuger tätig. Seltener spielte er akustische Gitarre.

### Spielweise
Ted Kirkpatrick verband mit dem Schlagzeug nicht nur ein Rhythmus-Gerät, sondern vielmehr ein vollwertiges Musikinstrument, was in seiner Spielweise erkennbar wurde. Er bestach durch seine aggressive, musikalische und auch oft unorthodoxe Art. Hervorhebenswert war seine Fähigkeit, einen Hintergrundrhythmus gleichmäßig beizubehalten, während er viele schwierige Polyrhythmen darüber spielte. Weiterhin beherrschte Ted Kirkpatrick eine virtuose Double-Bass-Technik.

### Einflüsse
Kirkpatrick gab als Inspirationsquelle seiner stilistischen Arbeit verschiedene Schlagzeuger an: Simon Phillips, Carl Palmer, Dave Weckl, Terry Bozzio und Buddy Rich. Außerdem bezog er sich immer wieder auf Scarlattis Sonaten in Bachs Fugen und Beethovens Symphonien.
Ted Kirkpatrick entwickelte seine Technik und Spielweise neben Einflüssen anderer Schlagzeuger auch aus anderen, ungewöhnlichen Quellen. Zum einen war er Bewunderer klassischer Komponisten wie Johann Sebastian Bach und Ludwig van Beethoven. Dies kam in den Liedern von Tourniquet zum Ausdruck. Zum anderen reiste er viel nach Papua-Neuguinea, in das Amazonasbecken von Westbrasilien, Malaysia, Taiwan, Ecuador, die Salomonen und andere Länder. Dabei beeinflusste ihn der markante und eindringliche „Rhythmus des Dschungels“ maßgebend. Er besaß auch eine große Sammlung von Kaffee aus den verschiedensten Teilen der Erde. Auf der Webseite von Tourniquet kann dieser Kaffee auch bestellt werden.

## Veröffentlichungen (Auszug)

### CD
Bei diesen Stücken auf Alben Tourniquets steht das Schlagzeugspiel Kirkpatricks im Vordergrund.
- Viento Borrascoso (Psycho Surgery)
- Descent into the Maelstrom (Pathogenic Ocular Dissonance)
- Bearing Gruesome Cargo/Live – vom 17. Juni 2000 aus Jacksonville (Pathogenic Ocular Dissonance) – 5 Minuten Drum-Solo
- K517 (Vanishing Lessons) – eine Sonate von Domenico Scarlatti, Ted Kirkpatrick begleitet am Schlagzeug
- Trivializing the Momentous, Complicating the Obvious (Acoustic Archives)
- Immunity Vector (Microscopic View of a Telescopic Realm)

### Videos
- Circadian Rhythms (DVD) – The Drumming World of Ted Kirkpatrick (DVD) – eine 144 Minuten lange Drum-Session
- The Unreleased Drum Solos (DVD)
- Ocular Digital (DVD) – Live-Aufnahmen von den Konzerten aus Flevo (2001) und Escondido (1991)

## Ehrungen / Erfolge
- 10 Jahre in Folge sowie 2003 Favorite Drummer bei der Leserwahl des HM Magazine
- zwei Features im bedeutenden Modern Drummer Magazine

## Zitate
“Learn all you can from watching, listening, and talking to other drummers, then step outside the drumming world and observe... You may be surprised how much non-drumming factors can influence your playing!”

„Lerne so viel du kannst durch Zusehen, Zuhören und durch Gespräche mit anderen Schlagzeugern, entferne dich dann aus der Welt des Schlagzeuges und schau dich um ... Du magst überrascht sein, wie viele Faktoren, die nichts mit Schlagzeug zu tun haben, dein Spielen beeinflussen können!“